# Mỹ Xương
Mỹ Xương là một xã thuộc huyện Cao Lãnh, tỉnh Đồng Tháp, Việt Nam.

## Địa lý
Xã  nằm ở phía  huyện, có vị trí địa lý:
- Phía đông giáp xã Bình Hàng Trung và xã Mỹ Hội
- Phía tây giáp huyện Lấp Vò
- Phía nam giáp thành phố Sa Đéc
- Phía bắc giáp thành phố Cao Lãnh và thị trấn Mỹ Thọ.

Xã có diện tích 11,12 km², dân số năm 1999 là 8.667 người, mật độ dân số đạt 779 người/km².

## Lịch sử
Sau năm 1975, Mỹ Xương là một xã thuộc huyện Cao Lãnh.
Ngày 5 tháng 1 năm 1981, Hội đồng Chính phủ ban hành Quyết định 4-CP về việc chia huyện Cao Lãnh thành hai huyện lấy tên là huyện Cao Lãnh và huyện Tháp Mười. Xã Mỹ Xương thuộc huyện Cao Lãnh.
Ngày 23 tháng 2 năm 1983, Hội đồng Bộ trưởng ban hành Quyết định 13-HĐBT về việc thành lập thị xã Cao Lãnh trên cơ sở điều chỉnh một phần diện tích và dân số của huyện Cao Lãnh. Xã Mỹ Xương thuộc huyện Cao Lãnh.